# Liga dos Campeões da CAF de 1984
Foi a 20ª edição da competição, O Zamalek do Egito foi campeão após vencer o Shooting Stars da Nigéria na final, conquistando o 1° titulo da equipe na competição.

## Clubes classificados
| Pais                      | Equipe             |
| ------------------------- | ------------------ |
| Angola                    | 1° de Maio         |
| Argélia                   | JS Kabylie         |
| Benim                     | Dragons            |
| Botswana                  | Township Rollers   |
| Burundi                   | Vital'O            |
| Burquina Fasso            | Ouagadougou        |
| Camarões                  | Tonnerre           |
| Costa do Marfim           | Africa Sports      |
| Egito                     | Zamalek            |
| Gabão                     | 105 Libreville     |
| Gâmbia                    | Real Banjul        |
| Gana                      | Asante Kotoko      |
| Guiné                     | Hafia              |
| Guiné-Bissau              | Sporting           |
| Guiné Equatorial          | Atlético Malabo    |
| Lesoto                    | LPF Maseru         |
| Libéria                   | Invincible Eleven  |
| Líbia                     | Al-Madina          |
| Madagáscar                | HTMF Mahajanga     |
| Malawi                    | Azam Tigers        |
| Mali                      | Real Bamako        |
| Marrocos                  | Maghreb Fez        |
| Moçambique                | Desportivo Maputo  |
| Nigéria                   | Shooting Stars     |
| Quênia                    | Gor Mahia          |
| Ruanda                    | Kiyovu Sports      |
| RD Congo                  | SM Sanga Balende   |
| República Centro-Africana | ASDR Fatima        |
| Senegal                   | ASC SUNEOR         |
| Serra Leoa                | Real Republicans   |
| Somália                   | Nadbacadda Qaranka |
| Essuatíni                 | Manzini Wanderers  |
| Sudão                     | Al Hilal           |
| Tanzânia                  | Young Africans     |
| Togo                      | Semassi            |
| Tunísia                   | Sfaxien            |
| Uganda                    | KCCA               |
| Zâmbia                    | Nkana              |
| Zimbabwe                  | Dynamos            |

## Rodada preliminar
| Equipe 1          | Total | Equipe 2          | 1.º jogo | 2.º jogo |
| ----------------- | ----- | ----------------- | -------- | -------- |
| Real Republicans  | 1-0   | Invincible Eleven | 1-0      | 0-0      |
| Atlético Malabo   | 3-6   | 1° de Maio        | 2-0      | 1-6      |
| Real Banjul       | 0-2   | Sporting          | 0-0      | 0-2      |
| Desportivo Maputo | 2-1   | Manzini Wanderers | 1-1      | 1-0      |
| Township Rollers  | 1-3   | LPF Maseru        | 0-2      | 1-1      |
| Ouagadougou       | 1-5   | Dragons           | 0-2      | 1-3      |
| Kiyovu Sport      | 1     | Azam Tigers       |          |          |

1 Azam Tigers saiu.

## Primeira rodada
| Equipe 1       | Total | Equipe 2           | 1.º jogo | 2.º jogo |
| -------------- | ----- | ------------------ | -------- | -------- |
| 105 Libreville | 8-2   | Anges              | 3-1      | 5-1      |
| Africa Sports  | 4-5   | Semassi            | 2-1      | 2-4      |
| Al-Hilal       | 1-2   | Nadbacadda Qaranka | 1-1      | 0-1      |
| Al-Medina      | 1-2   | Maghreb Fez        | 0-0      | 1-2      |
| Asante Kotoko  | 2-3   | 1° de Maio         | 1-1      | 1-2      |
| Real Bamako    | 2-4   | Dragons            | 2-2      | 0-2      |
| KCCA           | 9-3   | Desportivo Maputo  | 6-1      | 3-2      |
| Nkana          | 6-0   | LPF Maseru         | 5-0      | 1-0      |
| Sanga Balende  | 6-2   | Kiyovu Sport       | 2-1      | 4-1      |
| Shooting Stars | 2-1   | ASC SUNEOR         | 2-0      | 0-1      |
| Zamalek        | 4-1   | Sfaxien            | 3-0      | 1-1      |
| JS Kabylie     | 3-1   | Real Republicans   | 1-0      | 2-1      |
| Sporting       | w/o   | Hafia              | 1        |          |
| HTMF Mahajanga | 0-5   | Dynamos            | 0-3      | 0-22     |
| Vital'O        | 1-3   | Tonnerre           | 1-0      | 0-3      |
| Young Africans | 1-2   | Gor Mahia          | 1-1      | 0-1      |

1 Hafia FC saiu. 

2 HTMF Mahajanga saiu após o 1º jogo.

## Oitavas-Finais
| Equipe 1           | Total       | Equipe 2       | 1.º jogo | 2.º jogo |
| ------------------ | ----------- | -------------- | -------- | -------- |
| 1° de Maio         | 2-2 (3-4 p) | Semassi        | 2-0      | 0-2      |
| Nadbacadda Qaranka | 2-4         | Nkana          | 2-1      | 0-3      |
| Maghreb Fez        | 3-1         | Dragons        | 3-0      | 0-1      |
| KCCA               | 1-2         | Dynamos        | 0-0      | 1-2      |
| Sanga Balende      | 0-4         | 105 Libreville | 0-2      | 0-21     |
| Zamalek            | 3-0         | Gor Mahia      | 1-02     | 2-0      |
| JS Kabylie         | 6-0(w/o)    | Sporting       | 3-0 3    | 3-0      |
| Shooting Stars     | 4-4 (5-4 p) | Tonnerre       | 4-0      | 0-4      |

1 O segundo jogo foi abandonado aos 55 minutos, com o FC 105 Libreville a vencer por 2-0, depois de Sanga Balende ter saído para protestar contra o árbitro; Sanga Balende foi expulso da competição e banido das competições da CAF por três anos.

2 
A primeira etapa foi abandonada aos 38 minutos, com o Zamalek SC a vencer por 1-0, após os jogadores de Gor Mahia  atacarem e ameaçado árbitros; Zamalek SC qualificado.

3 Sporting de Bissau retirou-se.

## Quartas de Finais
| Equipe 1    | Total       | Equipe 2       | 1.º jogo | 2.º jogo |
| ----------- | ----------- | -------------- | -------- | -------- |
| Maghreb Fez | 2-5         | Shooting Stars | 1-1      | 1-4      |
| Dynamos     | 2-2 (2-3 p) | JS Kabylie     | 2-0      | 0-2      |
| Semassi     | 6-0(w/o)    | 105 Libreville | 3-01     | 3-0      |
| Nkana       | 2-6         | Zamalek        | 1-1      | 1-5      |

1 FC 105 Libreville foi expulso da competição por usar um jogador ilegível na segunda rodada.

## Semi-Finais
| Equipe 1       | Total | Equipe 2 | 1.º jogo | 2.º jogo |
| -------------- | ----- | -------- | -------- | -------- |
| Shooting Stars | 6-3   | Semassi  | 5-1      | 1-2      |
| JS Kabylie     | 3-4   | Zamalek  | 3-1      | 0-3      |

## Finais
| 23 de novembro de 1984 | Zamalek             | 2 – 0 | Shooting Star | Estádio Internacional do Cairo, Cairo        |
|                        | Abdel Hamid 59' 71' |       |               | Público: 70 000 Árbitro: Jean Fidèle Diramba |

| 08 de dezembro de 1984 | Shooting Stars | 0 – 1 | Zamalek                       | Estádio Sulurele, Lagos |
|                        |                |       | Obeng Fawole 59' (gol contra) | Público: 90 000         |

## Campeão
| Liga dos Campeões da CAF 1984 |
| ----------------------------- |
|                               |
| Zamalek 1°. Titúlo            |